# Berliner Medaillen-Münze Otto Oertel
Die Berliner Medaillen-Münze Otto Oertel war eine um 1887 bis 1938 in Berlin ansässige private Prägeanstalt für Münzen, Medaillen und andere künstlerische Prägungen.

## Geschichte
Das Unternehmen ging aus einer von dem Medailleur Otto Oertel vorgenommenen Abspaltung aus der Firma Berliner Medaillen-Münze G. Loos hervor. Von 1889 bis 1897 arbeitete Ernst Deitenbeck als Graveur und Medailleur in dem Unternehmen, deren Produkte zumeist mit den in Großbuchstaben versehenen Zudrucken OERTEL oder OERTEL BERLIN sowie OERTEL BERLIN FEC. versehen wurden. Modelle für die Prägungen des Oertelschen Unternehmens lieferten beispielsweise der Medailleur Peter Breuer, der Künstler Georges Morin, der Bildhauer Constantin Starck und andere.
Gegen Ende des 19. Jahrhunderts zählte das auch Medaillenmünze Otto Oertel genannte Unternehmen „zu den leistungsfähigsten und für gediegene Qualität bekannten privaten Prägeanstalten in der Reichshauptstadt.“

Medaille auf die 8. Internationale Hundezuchtausstellung 1928 in Amsterdam;
mit Prägedruch Oertel Berlin; Medaillensammlung im Amsterdam Museum

Sitz der Firma war zeitweilig die Neue Friedrichstraße, spätere Adresse Berlin NO, Gollnowstraße 11a.
Zur Zeit des Nationalsozialismus war 1938 der Medailleur Arthur Tauer der letzte bekannte Inhaber; die späten Prägungen des Unternehmens tragen daher teils auch den Zudruck OERTEL BERLIN TAUER DIR.